# Бой при Саверне
Бой при Саверне (фр. Saverne) — один из боёв на Рейнском ТВД во время октябрьского 1793 года наступления армий Первой коалиции в эпоху Революционных войн.
К середине октября 1793 года отступившая французская Рейнская армия стабилизировала свои позиции. Её правый фланг располагался перед Страсбургом, центр опирался на Грисхайм, Иттенхайм. Левый фланг у Кохерсберга и Саверна прикрывался дивизией Ферино и бригадой Зауттера. Последний удерживал ущелья Саверна. Между ними был разрыв в две лиги, обеспеченный небольшими отрядами. Позиция была усилена полевыми укреплениями. Высоты Кохерсберга и Саверна  доминировали над местностью, и противник не мог проникнуть в эту нишу, не будучи охваченным с флангов. Кавалерия под командой Диттмана и Лафареля защищала дорогу из Страсбурга в Саверн и должна была действовать либо справа, либо слева.
Если бы австрийский главнокомандующий Вурмзер взял Саверн, он перехватил бы коммуникации между Рейнской и Мозельской армиями и имел бы возможность после короткой блокады взять Страсбург, где не хватало продовольствия и боеприпасов. Поэтому он без колебаний выдвинул на Буксвиллер дивизию, состоящую из 6 батальонов и 8 эскадронов, командование которой он поручил генералу барону Готце. Готце получил приказ наблюдать за Лихтенбергом и Птит-Пьером, продвигаться к Саверну и форсировать дефиле у Фальсбурга. Он расположился на высотах Доссенхайма и Нойвиллера. Следовавший за ним левее корпус принца Конде занял Момменхайм, Швиндрацхайм, Хохфельден, чтобы поддерживать связь между Готце и Вурмзером.
22 октября Готце энергично атаковал ущелье Сен-Жан-де-Шу. Генералу Зауттеру, имевшему только четыре орудия, пришлось отступить. Но на следующий день Ферино с частью своей дивизии бросился ему на помощь. В парке замка Саверн он обнаружил три деморализованных батальона, готовых бежать. В это время австрийцы пересекли Цорн и вторглись в сады. Ферино расставил свои пушки в проходах и произвел несколько выстрелов картечью; затем он контратаковал имперцев, отбросил их и преследовал до Штейнбура. Двенадцать орудий противника, расположенных на кладбище, своим огнём остановили его атаку. Ферино разместил несколько пушек в углу парка и перестреливался до темноты.
24 октября прибыло серьезное подкрепление из Мозельской армии в составе шести батальонов под командованием генерала Бюрси. Едва войска Бюрси присоединились к Зауттеру и Ферино, как вступили в бой. Построившись в колонны, при поддержке артиллерии французская пехота атаковала противника. Австрийская кавалерия попыталась контратаковать, но получила несколько артиллерийских залпов и отвернула. В штыковой атаке французы вернули утраченные накануне позиции. Готце отступил к Буксвиллеру и больше не осмеливался предпринимать что-либо против Саверна.